# Durham
Durham (pron.: /ˈdʌrəm/; pron. locale: /ˈdɜrəm/ ) è una città di 50 515 abitanti nel Nord Est dell'Inghilterra. Fa parte dell'unità di governo locale della contea di Durham e ne è il capoluogo amministrativo. È situata a sud delle città di Newcastle upon Tyne, Chester-le-Street e Sunderland e a nord di Darlington.
Durham è nota per la sua cattedrale normanna e il suo castello dell'XI secolo, entrambi designati patrimonio dell'umanità UNESCO nel 1986. Il castello è sede dell'Università di Durham dal 1832.

## Il nome
Il nome "Durham" deriva dal termine dell'inglese antico "dun", collina, e dal termine norreno "holme", tradotto come isola. Il Vescovo di Durham applicò una variazione latina al nome della città nella sua firma ufficiale: "N. Dunelm." Alcuni attribuiscono il nome della città alla leggenda della Dun Cow (ndt. la vacca bruna) e della pastorella che nel 995 d.C. guidarono i monaci dell'isola di Lindisfarne, che trasportavano il corpo di San Cuthbert, al luogo dell'attuale città. La Dun Cow Lane è ritenuta una delle prime strade di Durham, esattamente a est della Cattedrale, e prende il nome da una scultura in muratura sulla fondazione della città sulla facciata sud della cattedrale. La città fu conosciuta sotto diversi nomi nella storia. L'originaria Dun Holm fu cambiata dai Normanni in Duresme ed era conosciuta in Latino come Dunelm. La forma attuale, Durham, fu usata più tardi. Lo storico inglese del Nord Est, Robert Surtees, ha riportato i cambiamenti di nome in History and Antiquities of the County Palatine of Durham, ma afferma che sia impossibile dire quando ebbe origine il nome attuale.

## Storia

### Le origini
Studi archeologici hanno rilevato la presenza di un insediamento nell'area dal 2000 a.C. circa. La città attuale è datata senza dubbio al 995 d.C., quando un gruppo di monaci dell'isola di Lindisfarne scelse di stabilirsi sull'alta penisola strategica, con il corpo di San Cuthbert, riposto prima a Chester-le-Street, fondandovi una chiesa.

### La leggenda della vacca bruna
Una leggenda locale riporta che la città fu fondata nel 995 d.C. per intervento divino. Un cronista del XII secolo, Simeone di Durham, racconta che, dopo aver vagato per il nord, il feretro di San Cuthbert si fermò miracolosamente presso la collina di Warden Law e, nonostante gli sforzi della congregazione, non si sarebbe potuto muovere. Aldhun, Vescovo di Chester-le-Street e priore dell'ordine, proclamò 3 giorni di digiuno accompagnato dalle preghiere al santo. San Beda riporta che durante questo digiuno San Cuthbert apparve al monaco Eadmer ordinandogli di portare la bara a Dun Holm.
Dopo la rivelazione di Eadmer, Aldhun scoprì che poteva muovere il feretro, ma non sapeva dove fosse Dun Holm. Più tardi quel giorno, per caso, i monaci si imbatterono in una pastorella a Mount Joy (a sud-est dell'attuale Durham). Diceva che stava cercando la sua vacca bruna smarrita, che aveva visto l'ultima volta a Dun Holm. I monaci, intuendo che fosse un segno del santo, la seguirono. Si stanziarono su "un'isola collinare rigogliosa di vegetazione formata da un sottile meandro, dai versanti erti, del fiume Wear. Giunti a destinazione, eressero le fondamenta della Cattedrale di Durham, un "edificio modesto". Simeone riferisce che questo sia il primo edificio della città ma, sfortunatamente, non ci è pervenuto, essendo stato soppiantato dalla struttura normanna.
La leggenda è stata interpretata da un'incisione vittoriana su pietra sulla facciata sud della Cattedrale e, più recentemente, dalla scultura in bronzo "Durham Cow" (1997, Andrew Burton), una mucca adagiata sulla riva del fiume Wear rivolta verso la Cattedrale.

### Storia medievale
Durante il periodo medievale la città acquisì importanza spirituale, perché fu luogo di riposo eterno per San Cuthbert e San Beda il Venerabile. Il santuario di San Cuthbert, situato dietro l'Altare Maggiore della Cattedrale di Durham, fu il luogo religioso più importante d'Inghilterra fino al martirio di San Tommaso Becket a Canterbury.
San Cuthbert divenne noto per due ragioni: per prima cosa, i poteri taumaturgici che aveva in vita e anche dopo la morte, con molte storie di chi è stato curato da ogni sorta di malattia visitando il santuario. Questo lo portò a esser definito "fautore di miracoli in Inghilterra"; secondo, in seguito alla prima traslazione delle sue reliquie nel 698 d.C., il suo corpo fu trovato intatto. Nonostante un breve spostamento in Terra Santa durante l'invasione normanna, i resti del santo sono stati custoditi fino ai giorni nostri. Anche le ossa di San Beda sono sepolte nella cattedrale, attirando il pellegrino medievale nella città.
La collocazione geografica di Durham le ha sempre conferito una posizione importante nella difesa dell'Inghilterra contro gli Scozzesi. La città ha avuto un ruolo importante nella difesa del nord e il Castello di Durham resta l'unica fortezza normanna a non esser stata distrutta. La battaglia di Neville's Cross, che ebbe luogo nei pressi della città il 17 ottobre 1346 tra Inglesi e Scozzesi, è la più nota dell'epoca.
La città fu colpita da epidemie di peste nel 1544, 1589 e 1598.

## Monumenti
Il monumento principale della città è la cattedrale, uno dei primi esempi di architettura romanica in Inghilterra.
Presenta una pianta a croce latina, divisa in 3 navate; anche l'abside è tripartita.
La chiesa presenta all'interno l'alternanza di pilastri polistili che sorreggono i grandi archi trasversali, e di pilastri cilindrici, che sostengono i costoloni più piccoli.

## Amministrazione
Fino al 2009 la città di Durham costituiva un comune a tutto tondo nella forma di un distretto. Quando quest’ultimo è stato soppresso e incorporato dall’amministrazione provinciale, le proprietà e i diritti municipali sono stati devoluti a un sindaco scelto da un charter trustee composto dai consiglieri provinciali eletti sul territorio ex comunale. Nel 2017 i cittadini del centro storico di Durham hanno voluto ricostituire un proprio consiglio comunale, ma con poteri inferiori e senza giurisdizione sulle ex frazioni. Il sindaco rimane comunque nominato dai consiglieri provinciali.

### Gemellaggi
Durham è gemellata con diverse città:
- Banská Bystrica
- Tubinga
- Durham (Carolina del Nord)
- Durham (Connecticut)
- Durham (New Hampshire)
- Circondario di Wesel
- Somme
- Nakskov
- Alcalá de Guadaíra
- Jászberény

Durham è stata gemellata con la città russa di Kostroma dal 1968 al 2022, quando, a causa dello scoppio dell'invasione russa dell'Ucraina, il gemellaggio è stato revocato dal consiglio della contea di Durham.

## Galleria d'immagini

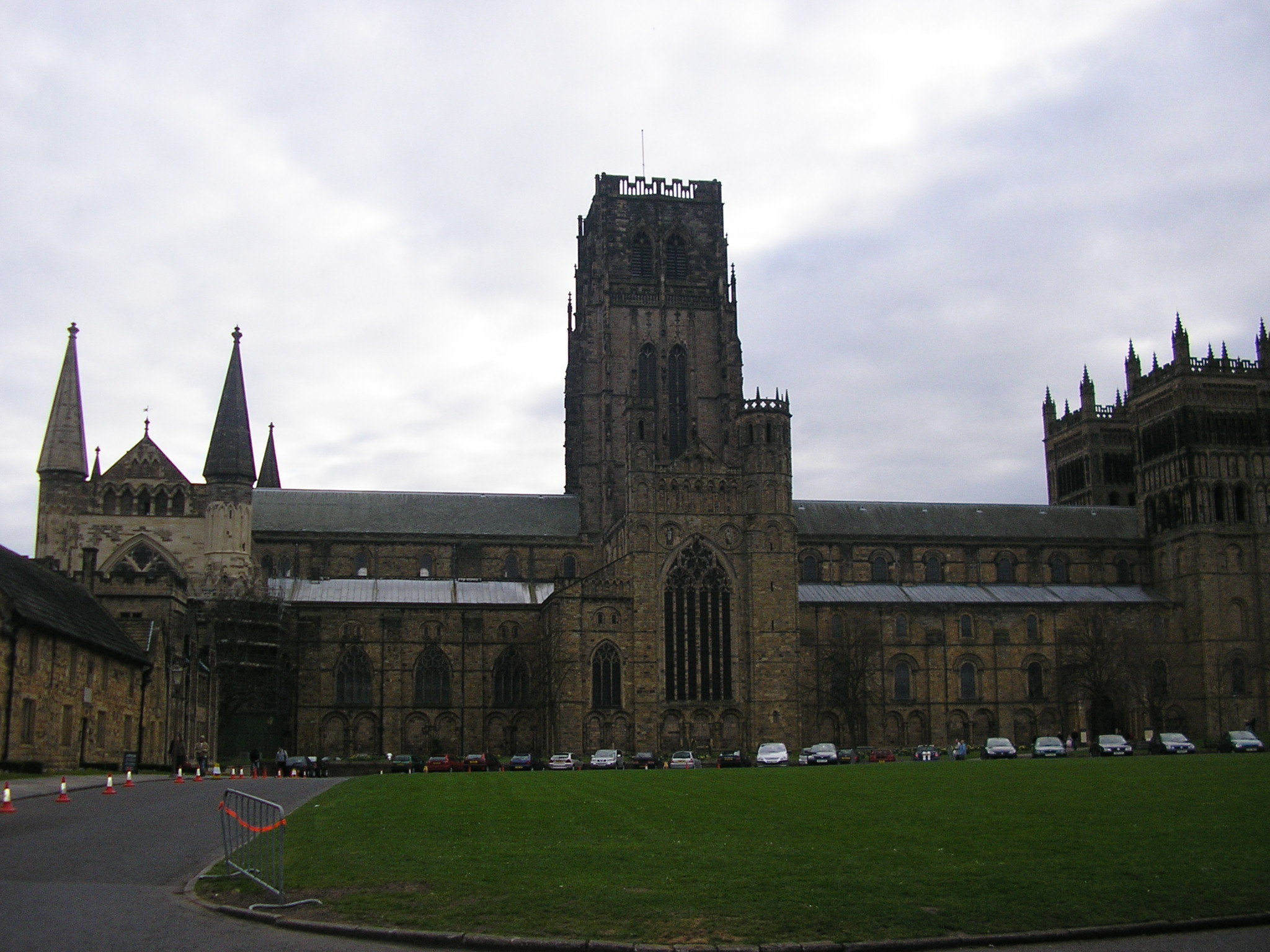
La cattedrale di Durham vista dalla piazza antistante
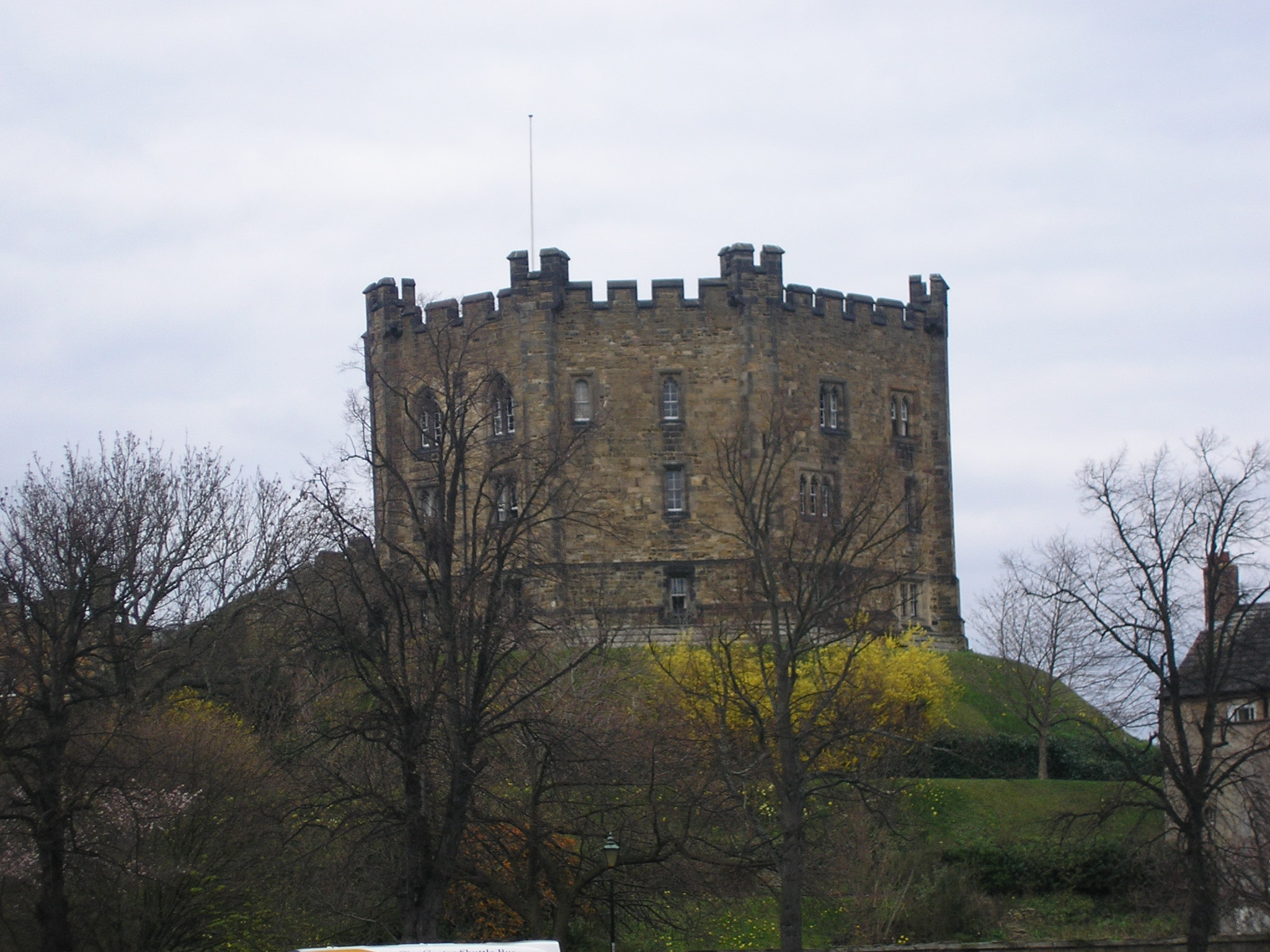
Il castello normanno